# Луїсвілл (Алабама)
Луїсвілл (англ. Louisville) — місто (англ. town) в США, в окрузі Барбур штату Алабама. Населення — 395 осіб (2020).

## Географія

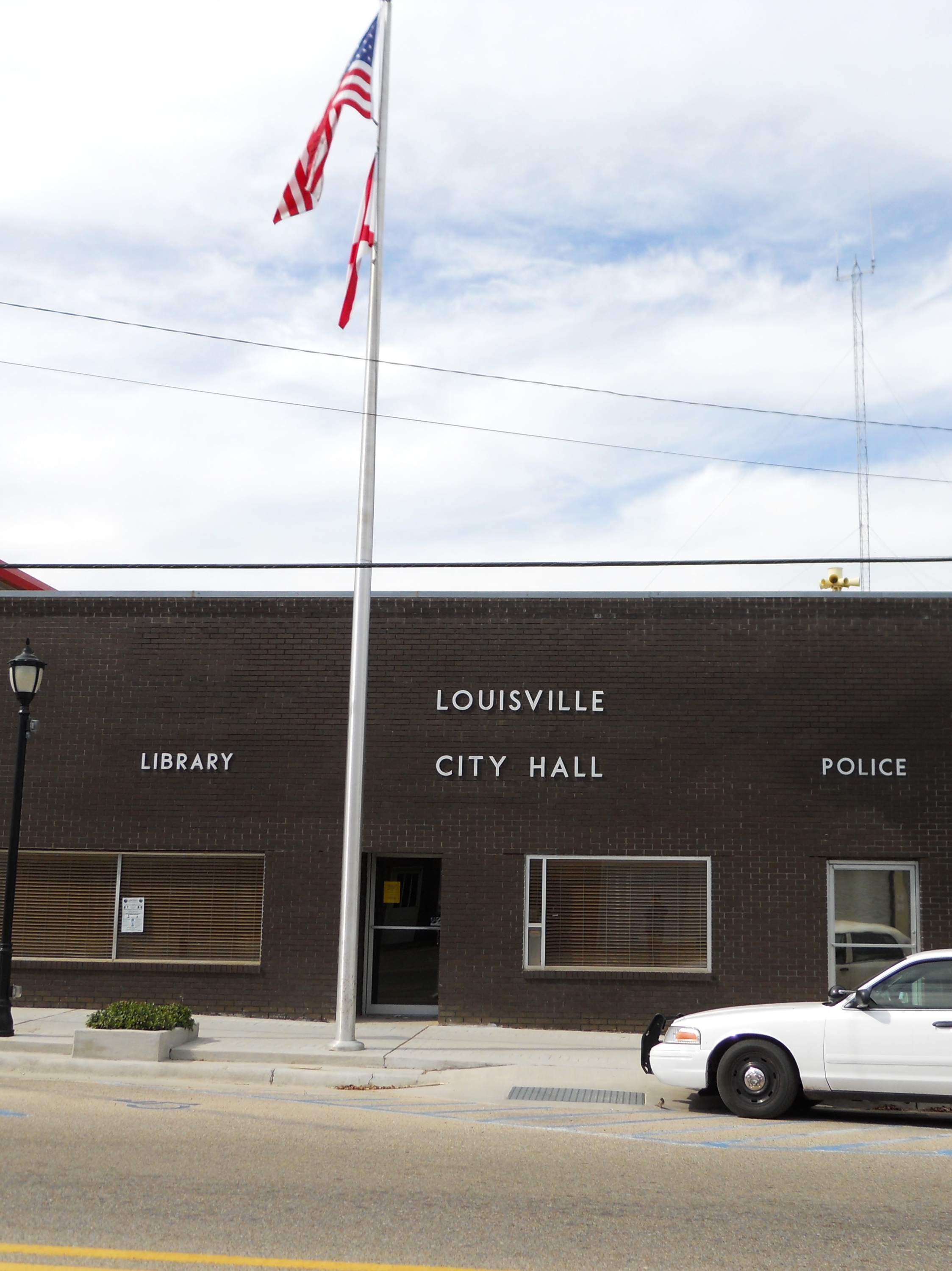
Будівля мерії, поліції та бібліотеки

Луїсвілл розташований за координатами 31°46′52″ пн. ш. 85°33′30″ зх. д. / 31.78111° пн. ш. 85.55833° зх. д. (31.781047, -85.558336).  За даними Бюро перепису населення США в 2010 році місто мало площу 7,12 км², уся площа — суходіл.

## Демографія

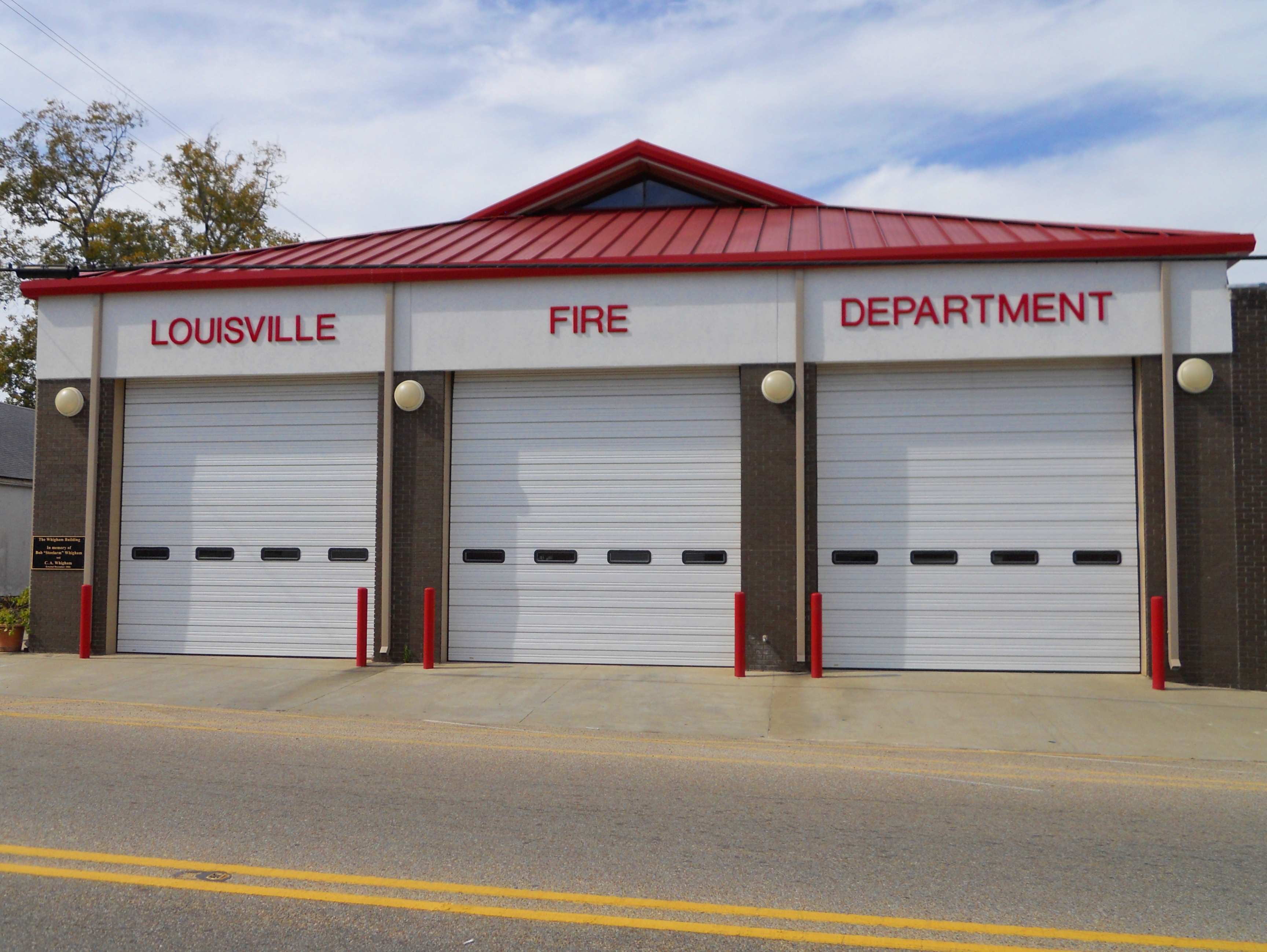
Пожежне депо

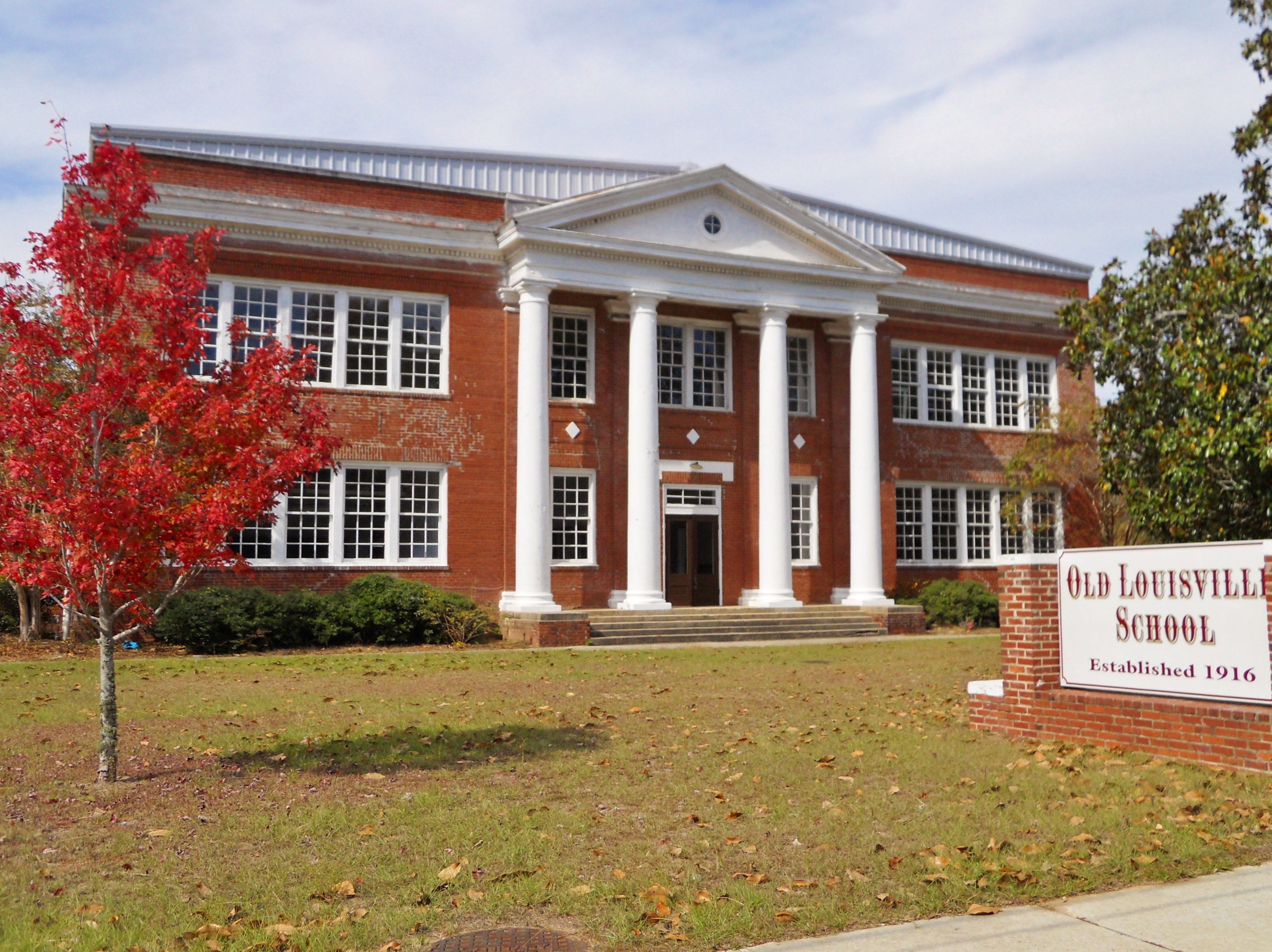
Школа

Згідно з переписом 2010 року, у місті мешкало 519 осіб у 208 домогосподарствах у складі 152 родин. Густота населення становила 73 особи/км².  Було 259 помешкань (36/км²).
Расовий склад населення:
| - 49,3 % — білих - 44,1 % — чорних або афроамериканців - 0,8 % — корінних американців - 4,4 % — осіб інших рас |

До двох чи більше рас належало 1,3 %. Частка іспаномовних становила 7,9 % від усіх жителів.
За віковим діапазоном населення розподілялося таким чином: 21,0 % — особи молодші 18 років, 57,0 % — особи у віці 18—64 років, 22,0 % — особи у віці 65 років та старші. Медіана віку мешканця становила 40,9 року. На 100 осіб жіночої статі у місті припадало 83,4 чоловіків;  на 100 жінок у віці від 18 років та старших — 80,6 чоловіків також старших 18 років.
Середній дохід на одне домашнє господарство  становив 44 934 долари США (медіана — 34 286), а середній дохід на одну сім'ю — 67 416 доларів (медіана — 56 750). Медіана доходів становила 21 458 доларів для чоловіків та 30 500 доларів для жінок. За межею бідності перебувало 11,8 % осіб, у тому числі 26,5 % дітей у віці до 18 років та 12,8 % осіб у віці 65 років та старших.
Цивільне працевлаштоване населення становило 221 осіб. Основні галузі зайнятості: будівництво — 20,8 %, освіта, охорона здоров'я та соціальна допомога — 13,6 %, виробництво — 13,1 %.